# 妮妮钦佐
妮妮钦佐（1991年8月31日—），缅甸流行歌手。她曾在奈比多2013年东南亚运动会开幕式和闭幕式上献唱。曾翻唱过中文流行歌曲《心墙》。

## 早年生活和教育
她于1991年8月31日出生在缅甸耶基。毕业于仰光第二医科大学。妮妮钦佐曾在《缅甸好声音》节目担任过三季的教练。

## 个人生活
她于2010年6月10日与商船轮机长、鳏夫妙敏登结婚，后于2013年离婚。